# Gran Premio de Kalmar
El Gran Premio de Kalmar (oficialmente: Hansa Bygg Grand Prix Kalmar) es una carrera ciclista profesional de un día que hace parte de un conjunto de diferentes carreras disputadas anualmente a principios del mes de agosto en la ciudad de Kalmar en la provincia de Småland en Suecia.
La primera edición se disputó en el año 2017 haciendo parte del UCI Europe Tour como carrera de categoría 1.2 y fue ganada por el ciclista danés Rasmus Bøgh Wallin.

## Palmarés
| Año  | Ganador            | Segundo                      | Tercero                |
| ---- | ------------------ | ---------------------------- | ---------------------- |
| 2017 | Rasmus Bøgh Wallin | Jonas Ahlstrand              | Jonas Aaen Jørgensen   |
| 2018 | Gustav Höög        | Sindre Bjerkestrand Haugsvær | Frederik Irgens Jensen |
| 2019 | Norman Vahtra      | Rait Ärm                     | Ramon Van Bokhoven     |

## Palmarés por países
| País      | Victorias |
| --------- | --------- |
| Dinamarca | 1         |
| Suecia    | 1         |
| Estonia   | 1         |